# Johan Coenraad Marcus
Johan Coenraad Marcus (Paramaribo , 1872 - c. 1925 ?) fue un impresor y escritor nacido en Surinam. 
Johan Marcus provenía de una familia de impresores, su hermano mayor fue el impresor y escritor A.W. Marcus.
Lo más probable es que dirigió una librería (presumiblemente almacén de ramos generales), con un anexo de impresión y comercio de la revista Excelsior en la Zwartenhovenbrugstraat en Paramaribo.
En 1906 publicó el folleto ¿Como mejorar el destino de Surinam?, seguido posteriormente por El Modernismo, un enemigo de Cristo, dos partes de Nuestros Fundamentos, La fidelidad de un perro, y en 1913, Aliento al progreso económico de Surinam mediante la realización de una exposición en agosto, con consideraciones que han perdido su actualidad. 
De 1906 a 1910 se desempeñó como redactor-editor de "Excelsior, la revista cristiana progresista de Surinam" .
Como Presidente de la Asociación General del Pueblo y autor de la novela La virtud y el premio, o el orgullo precede a la caída (1910), mostró una progresiva cristiana. En 1912 y 1913, su comedia El secreto de la correspondencia aumentó, a un pedazo de la alemana Christian Thiele.